# Пісня про мого Сіда
«Пісня про Сіда» (ісп. Cantar de mío Cid) — пам'ятка іспанської літератури, анонімний героїчний епос. Єдиний оригінал поеми про Сіда — рукопис 1207 року, вперше виданий не раніше XVIII століття.

## Образ Сіда
Головним героєм епосу виступає доблесний Сід, борець проти маврів і захисник народних інтересів. Основна мета його життя — звільнення рідної землі від арабів. Історичним прототипом Сіда послужив Кастильський воєначальник, дворянин, герой Реконкісти Родріґо (Руй) Діас де Бівар (1040—1099), названий за хоробрість Кампеадором («бійцем»). Переможені ж ним араби прозвали його Сідом. Всупереч історичній правді, Сід зображений лицарем, який має васалів і який не належить до вищої знаті.
Образ його ідеалізується в народному дусі. Він перетворений на справжнього народного героя, який терпить образи від несправедливого короля, вступає в конфлікти з родовою знаттю.
По помилковому звинуваченню Сід був вигнаний з Кастилії королем Альфонсом VI. Проте, перебуваючи у несприятливих умовах, він збирає загін воїнів, здобуває низку перемог над маврами, захоплює здобич, частину з якої відправляє в подарунок королю, який вигнав його, чесно виконуючи свій васальний обов'язок.
Зворушений дарами і доблестю Сіда, король прощає вигнанця і навіть сватає за нього синів своїх наближених — знатних інфантів де Карріон. Але зяті Сіда виявляються підступними і боягузливими, жорстокими кривдниками дочок Сіда, вступаючи за честь яких, він вимагає покарати винних.
У судовому поєдинку Сід здобуває перемогу над інфантами. До його дочок сватаються тепер гідні женихи — інфанти Наварри і Арагона. Звучить хвала Сіду, який не тільки захистив свою честь, але і поріднився з іспанськими королями.

## Історична основа
«Пісня про мого Сіда» більш близька до історичної правди, ніж інші пам'ятки героїчного епосу, у ній змальовано правдиву картину Іспанії й у дні миру, й у дні війни. Її мотивам властивий високий патріотизм.
У ході розкопок поблизу Сарагоси на північному сході Іспанії в 2019 році були знайдені руїни фортеці Алькосер, яку штурмував герой Реконкісти Сід Кампеадор.
Справжнє ім'я цього кастильского дворянина Родріго Діас де Вівар, який став національним героєм Іспанії.